# Drum Song
Drum Song è un album di Philly Joe Jones, pubblicato dalla Galaxy Records nel 1978. Il disco fu registrato il 10-12 ottobre del 1978 al "Fantasy Studios" di Berkeley, California.

## Tracce
Lato A
1. Our Delight – 6:13 (Tadd Dameron)
2. I Waited for You – 5:43 (Walter "Gil" Fuller, Dizzy Gillespie)
3. Bird – 6:32 (Slide Hampton)

Lato B
1. Two Bass Hit – 5:16 (Dizzy Gillespie, John Lewis)
2. Hi-Fly – 7:44 (Randy Weston)
3. Drum Song – 6:19 (Slide Hampton)

## Musicisti
- Philly Joe Jones  - batteria
- Charles Bowen, Jr.  - sassofono soprano
- Harold Land  - sassofono tenore
- Blue Mitchell  - tromba
- Slide Hampton  - trombone, arrangiamenti
- Cedar Walton  - pianoforte
- Marc Johnson  - contrabbasso